# دراگان ژوپان
دراگان ژوپان (انگلیسی: Dragan Župan؛ زادهٔ ۲۹ نوامبر ۱۹۸۲) بازیکن فوتبال اهل کرواسی است.
از باشگاه‌هایی که در آن بازی کرده‌است می‌توان به باشگاه فوتبال هایدوک اسپلیت اشاره کرد.

## دوران باشگاهی
ژوپان کار خود را از باشگاه فوتبال هایدوک اسپلیت آغاز کرد. پس از آن در تیم‌های اسکوک کلیس، شیبنیک و پوسوشیه بازی کرد. او سپس با باشگاه فوتبال زادار قرارداد امضا کرد. پس از مدت کوتاهی در مدیموریه، در سال ۲۰۰۶، او به زادار بازگشت که در آن برای سه فصل بعدی بازی کرد، در سال ۲۰۰۹، او به باشگاه فوتبال ایسترا ۱۹۶۱ رفت که تا سال ۲۰۱۰ برای آن بازی کرد تا زمانی که به تیم سوم رشتانه پیوست. در فصل ۲۰۱۲/۱۳ او به زادار بازگشت.